# Tinkara Kovač
Tinkara Kovač (Koper, 3 september 1978) is een Sloveense zangeres en fluitiste.

## Biografie
Kovač begon op reeds op vierjarige leeftijd te zingen, en koos er op haar zevende voor om dwarsfluit te leren spelen aan de muziekschool van Koper. Later zou ze aan het conservatorium van het Italiaanse Triëst studeren en aan de Universiteit van Ljubljana, waar ze Engels en Italiaans volgde. Kovač spreekt in totaal zeven talen.
In 1997 tekende ze haar eerste platencontract, wat haar een gouden album en twee Zlati Petelinprijzen oplevert (Sloveniës belangrijkste muziekprijzen). Ze participeert in het Terra Mysticaproject, een crossover van wereldmuziek, jazz en rock, wat haar nog eens twee Zlati Petelinprijzen oplevert. In 1999 wordt haar tweede album uitgebracht, wat platina wordt en waarmee ze vier Zlati Petelinsprijzen wint (beste album, nummer, artiest en productie). Ze overheerst hiermee de gehele competitie.
In 2001 komt een derde album, dat goud wordt. Ze speelt in die tijd op veel festivals en wint vele prijzen, zowel in Slovenië als daarbuiten. Ze speelt 30 tot 60 concerten per jaar met haar eigen band, inclusief zes uitverkochte avonden in de Cankarjev Dom te Ljubljana - normaal exclusief voor klassieke muziek en gala-avonden; onmogelijk geacht voor pop-rockartiesten. Tinkaras muziek begint ook in het buitenland door te dringen. Op haar vierde album staan duetten met internationaal gerenommeerde artiesten. De International Songwriting Competition kiest een nummer van haar vierde album uit 11.000 inzendingen uit 60 landen, en zet het in de top 10 van de internationale pop-rockcategorie.
In 2004 is haar muzikale voorbeeld, Ian Anderson, haar special guest tijdens haar grootste concert van het jaar. Dat leidde tot een uitnodiging om zelf special guest te zijn in enkele van Andersons concerten met zijn Jethro Tull. Naast Slovenië treedt Tinkara vooral op in Italië. In de herfst van 2005 nodigde het Vaticaan Tinkara uit als solofluitist en enige popster om het Vaticaans Symfonieorkest te leiden voor tienduizenden toeschouwers op het Sint-Pietersplein. Begin 2007 kwam Tinkaras vijfde album uit, met wederom Ian Anderson als special guest. In de zomer van dat jaar speelde zij voor de zesde keer live met Jethro Tull, maar daarnaast ook met Robert Plant en Bryan Ferry.
Begin 2014 nam Kovač deel aan EMA, de Sloveense preselectie voor het Eurovisiesongfestival. Met het nummer Spet (round and round) wist ze de nationale preselectie te winnen, waardoor ze Slovenië mocht vertegenwoordigen op het Eurovisiesongfestival 2014 in de Deense hoofdstad Kopenhagen. Het lied haalde er de 25ste plaats in de finale. Een van haar achtergrondzangeressen was Nika Zorjan.

## Discografie
- Ne odhaja poletje, 1997
- Košček neba, 1999
- Na robu kroga, 2001
- O-range, 2003
- Enigma, 2004
- aQa, 2007
- The Best Of Tinkara, 2009
- Rastemo, 2012
- Zazibanke, 2013